# Parana clotho
Parana clotho är en stekelart som beskrevs av Nixon 1943. Parana clotho ingår som enda art i släktet Parana och familjen bracksteklar. Inga underarter finns listade i Catalogue of Life.